# Michelin TRX
Michelin TRX – niskoprofilowe opony, których rozmiar nie był liczony w calach tylko w milimetrach. Swoją nazwę wzięły od Tension Répartie czyli rozłożone naprężenia.
Budowana w latach 70′ i 80′ XX wieku przez firmę Michelin, która wraz z kilkoma producentami samochodów postanowiła wyprodukować oponę bezpieczniejszą niż dotychczasowe. Opony bardzo ciężko kupić na rynku wtórnym i nie są one tanie.
W roku 1975 przedstawiono je jako pierwsze nisko-profilowe opony na świecie.
Opony charakteryzują się bardzo dużą wytrzymałością, ponieważ użyto w nich specjalnej mieszkanki gumy, która praktycznie bardzo wolno się starzeje. Firma Michelin uruchamia od czasu do czasu produkcję tych opon, gdy uzbiera się więcej zamówień, ale cena jest bardzo wysoka, opony o rozmiarze 240 kosztują nawet ponad 2 tys. zł. za jedną oponę. Opony Michelina można zamówić bezpośrednio na indywidualne zamówienie.
Opony są na tyle unikalne, że przykładowo (220/55 R 390), gdzie 390 oznacza rozmiar w milimetrach.
Przykładowo oznaczenie: 220/55 R 390 czytamy następująco:
- 220 – szerokość opony w milimetrach,
- 55 – profil opony oznaczający, że wysokość opony stanowi 55% jej szerokości,
- R – opona radialna, opony diagonalne przed średnicą obręczy mają "-", "D" lub "B" (z opasaniem MBS),
- 390 – średnica osadzenia, będąca jednocześnie średnicą obręczy, podana w milimetrach.

Po przeliczeniu okazuje się, że rozmiar 390 nie jest ani 15 calowy, ani 16 calowy, ale jest rozmiarem pośrednim (15,5 cala). Przy doborze innych opon do specjalnych felg proponowanych przez producentów (np. BBS) powstaje ogromny problem: gdyby na zakupione felgi założyć normalne opony 15 calowe lub 16 calowe, to jedne będą za małe, a drugie za duże i nie będą pasować.
Michelin rozpoczął ich oficjalną produkcję w roku 1975, z zakończył w roku 2001, przykładowymi autami, w których je zastosowano są:
- BMW 750iL (1986)
- BMW M5 E28 (1984)
- Ford Granada (1978)
- BMW E23 (1977)
- Citroën CX 2400 GTI (1977)
- Peugeot 604 (1975)
- Renault R30 (1975)

Znalazły również zastosowanie w autach sportowych, gdzie montowano je między innymi:
- Ferrari 308 GTB (1977)
- 512 BB (1976)
- Renault Alpine A310 V6 (1976)
- Renault 5 Turbo (1979)
- BMW M635 CSi (1983)
- Peugeot 205 Turbo 16 (1985)